# دوویاته
دوویاته (به لهستانی:  Dowiaty) یک روستا در لهستان است که در گمینا بودره واقع شده‌است. دوویاته ۵۰ نفر جمعیت دارد.